# 毛茎薯
毛茎薯（学名：Ipomoea maxima）是旋花科番薯属的植物。分布在亚洲热带地区、澳大利亚、台湾岛以及中国大陆的海南等地，常生于海滨灌木丛以及荒地，目前尚未由人工引种栽培。
其种加词“maxima”意为“大的”。
现接受名为Ipomoea sagittifolia Burm.fil., 1768。

## 别名
崖县牵牛（海南植物志）